# Independiente Rugby Club
El Independiente Rugby Club es un club de rugby de Santander (Cantabria), España, fundado en octubre de 1971 en el barrio de Porrúa. 
Actualmente no milita en ninguna categoría después de renunciar a disputar la temporada 2023-2024 en División de Honor B por razones económicas, al no haber dado de alta a sus jugadores profesionales en la Seguridad Social y no haber pagado a esta las cantidades correspondientes, teniendo una deuda de en torno a los 280 000 € con esta.

## Historia

### Primeros pasos

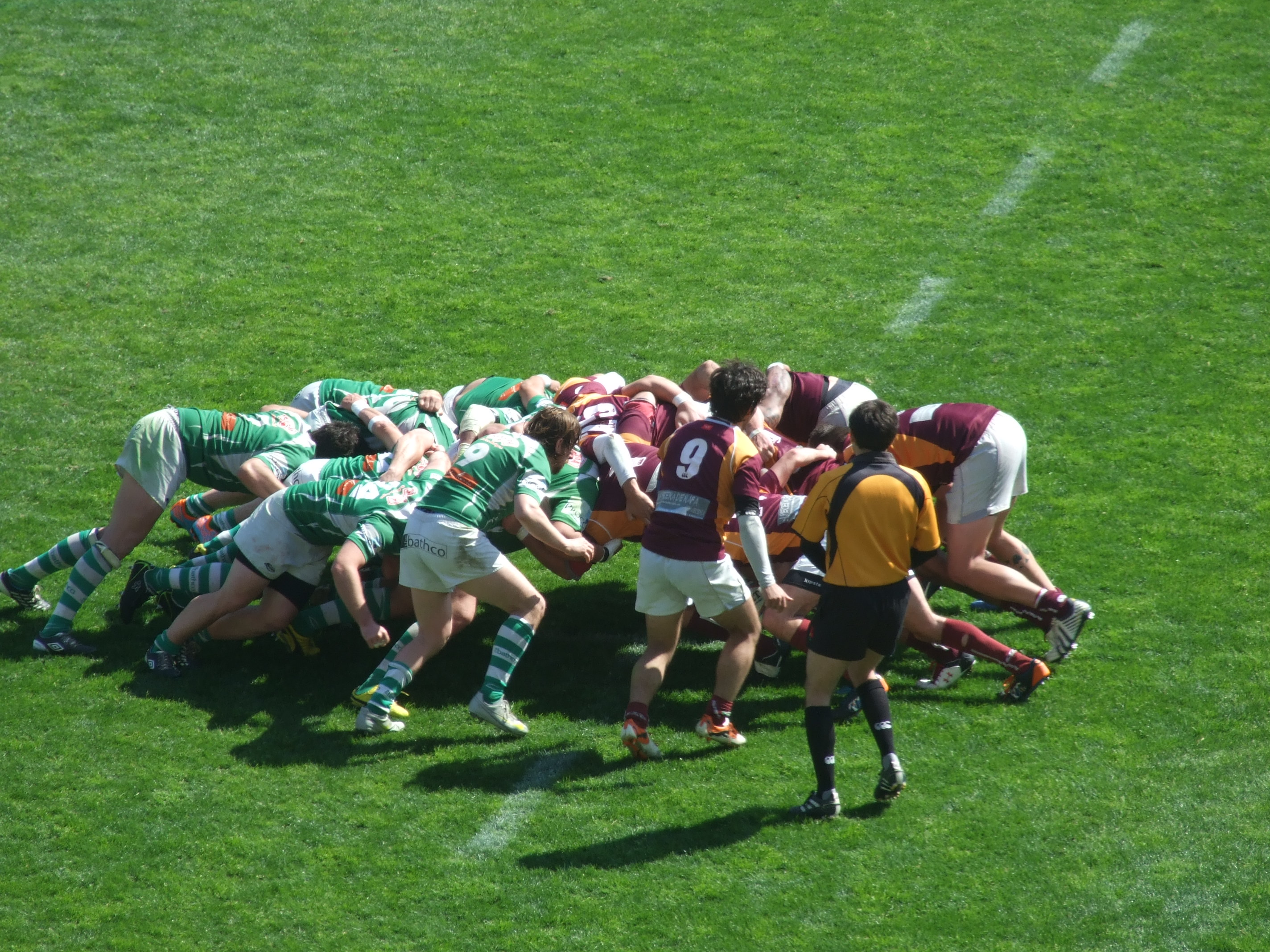
Ascenso a División de Honor del Independiente en el Sardinero el 5 de mayo de 2013, frente al Alcobendas

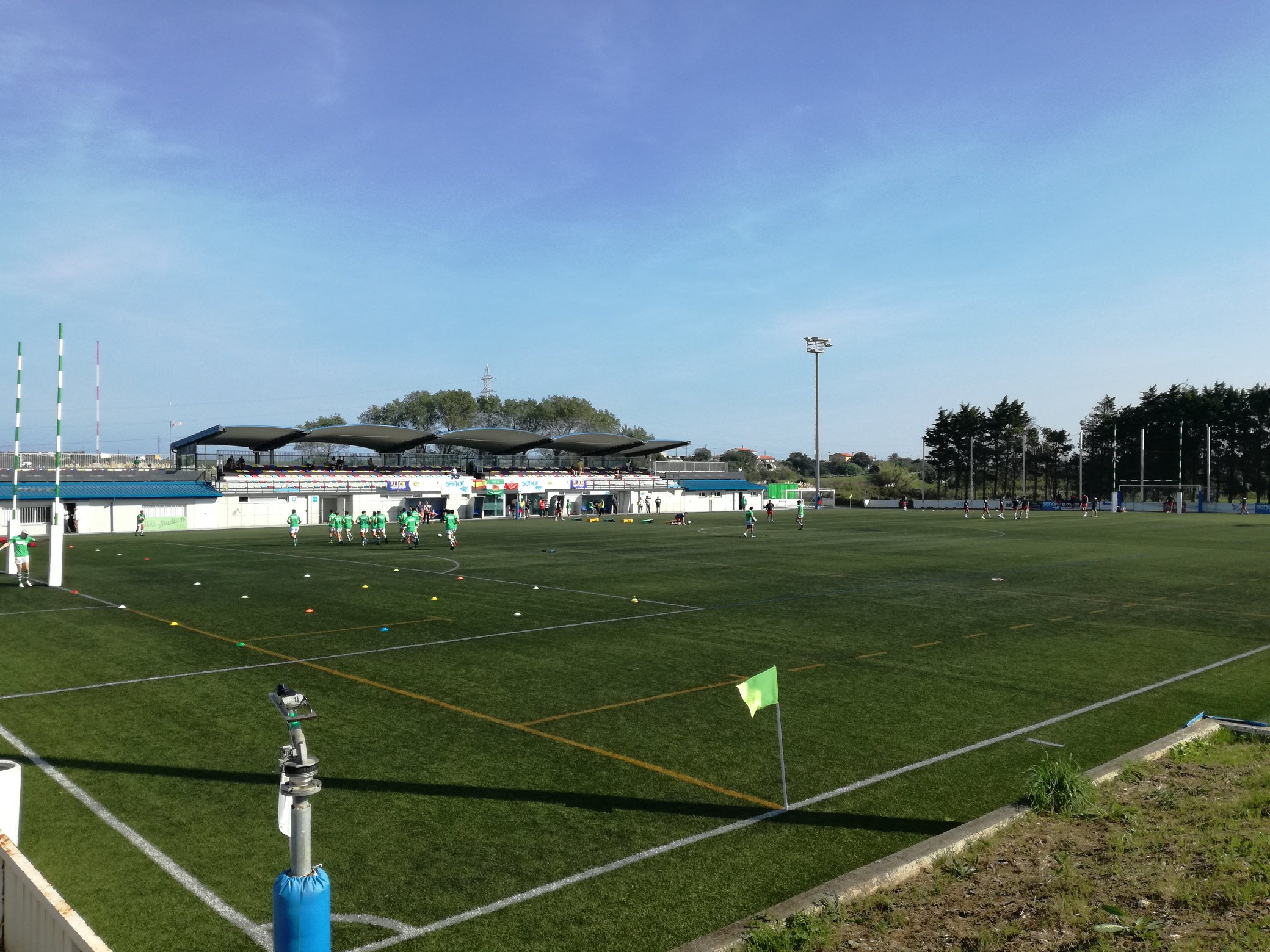
Campo de San Román

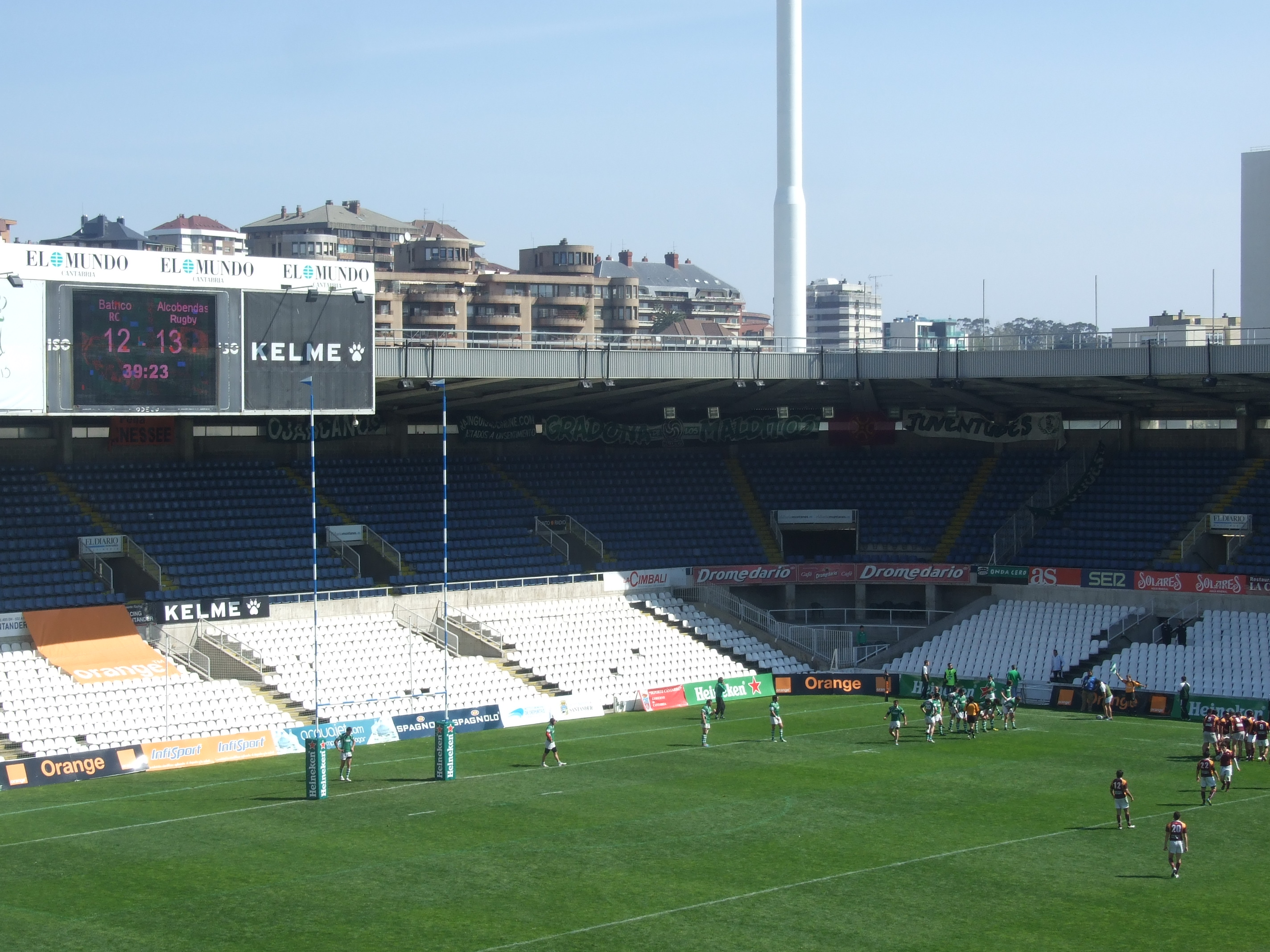
El 5 de mayo de 2013 el Independiente se proclamó campeón de División de Honor B en los Campos de Sport de El Sardinero, ascendiendo así a División de Honor.

En octubre de 1971 se fundó en el barrio de Porrúa de Santander. El embrión del club fueron unas camisetas verdiblancas que la recién creada Federación Cántabra de Rugby había regalado a un grupo de universitarios y amigos del barrio.
Estos amigos (Manuel Sigler Villar y Vicente Bengochea Herrero), iniciaron esta andadura, a la que se unieron Santiago Menéndez de Luarca (que sería el primer Presidente) y otros más.
Otros tres grupos de amigos habían recibido su respectivo equipaje de camisetas y rápidamente buscaron patrocinador que consiguieron en el colegio mayor Torres Quevedo, el Racing y la Librería Revuelta, pero los primeros al no obtenerlo decidieron ponerse por nombre "Independiente".
El primer año los entrenamientos se realizaron en el barrio de Porrúa. Todos los martes y jueves a las ocho de la tarde y los sábados por la tarde en La Albericia. Pronto ganó la primera liga al Torres Quevedo (formado por jugadores de la Escuela de Caminos provenientes del País Vasco, Valladolid y Barcelona), al Racing RC y al Librería Revuelta. Por vencer el Campeonato Regional se clasificó para el Campeonato de España.
El primer partido en competición oficial que disputó fue el 7 de noviembre de 1971 (Liga Regional de Cantabria 1971-72) y los componentes de esta primera formación fueron:
Liaño, Barco, Duque, Pellón, Echevarría, Santos, Luarca, Mantecón, Ángel, Sigler, Santayana, Del Castillo, Cueto, Clérigo y Bengochea.
En el Campeonato Regional se alzó con el título de campeón en los años 1972 y 1975. La temporada 1975-76 logró el ascenso a Primera Nacional (segunda categoría en aquel entonces), y tras dos temporadas en la categoría de plata (1976-77 y 1977-78) ascendió a la máxima categoría, la División de Honor, donde permaneció dos temporadas (1978-79, finalizando sexto en el grupo Norte, y 1979-80, octavo).

### Años 80
En la temporada 1980-81 se impuso en el grupo VI de la Primera División Nacional. En la temporada 1981-82 quedó enclavado en el grupo XII de Primera División, proclamándose campeón, pero por reducción del número de equipos en la categoría (se pasó de doce grupos en 1981-82 a cuatro en la temporada siguiente) descendió a Segunda. Tras vencer en Segunda División en la temporada 1982-83 (grupo X) consiguió el ascenso a Primera División. En 1983-84 queda séptimo en el grupo Noroeste de Primera División, descendiendo de nuevo. 1984-85 y 1985-86 disputa el Campeonato Regional, logrando el ascenso esta última temporada. La temporada 1986-87 se salda con el noveno puesto en el grupo Centro-Sur-Noroeste de Primera División, descendiendo otra vez. En 1987-88 logra ascender otra vez desde la categoría regional. El séptimo puesto de la temporada 1988-89 le da la permanencia en Primera División (grupo Centro-Sur-Noroeste), pero al año siguiente consuma un nuevo descenso al finalizar noveno en la liga; sin embargo la estructura del club se fortalece en el resto de categorías pese al resultado del primer equipo, proclamándose campeón en las categorías cadete, infantil y con el equipo de segunda.

### Años 90
En la temporada 1990-91 contó con un entrenador de categoría reconocida por primera vez, Agustín Piedra, que hizo al Cisneros madrileño campeón de División de Honor dos temporadas. Ese mismo año Agustín falleció en un trágico accidente tras una gran temporada al frente del equipo. Los siguientes años el equipo se consolidó en Primera División (temporadas 1992-93 y desde 1994-95 a 1999-2000) gracias al patrocinio de Caja Cantabria y la labor de colaboradores como Castanedo, Ochoa, Marquínez, etc.

### Años 2000
Las temporadas 2000-01 y 2002-03 el Independiente se proclama campeón de grupo en primera División (subcampeón en 2001-02), logrando el ascenso a División de Honor B en 2003. Sin embargo el noveno puesto de la temporada 2003-04 significó el descenso a Primera. Entre las temporadas 2004-05 y 2008-09 el club se clasificó en puestos de mitad de tabla, salvo el subcampeonato de la temporada 2005-06.
En categorías inferiores destaca que el Independiente, el 25 de mayo de 2008, se convirtió en campeón de la Copa Vizcaya en categoría cadete imponiéndose al UPV Bilbao en un emocionante partido. En 2008 los jugadores del equipo infantil, debido a las buenas clasificaciones en las concentraciones, se clasificaron para el campeonato de España, pero fueron eliminados en un grupo en el que se encontraban el Liceo Francés RC de Madrid o el CAU Valencia entre otros. De nuevo el equipo cadete se clasificó para la final de la Copa Vizcaya 2009, quedando subcampeón al perder la final frente al Getxo, con resultado de 5-15.

### Años 10
En el año 2010 el equipo cadete logró el cuarto puesto en el campeonato de la liga vasca
tras caer ante el Hernani en las semifinales, quedándose a las puertas de jugar el campeonato de España cadete de la temporada 2009-2010. Por otro lado, el primer equipo cayó en la fase de ascenso a la categoría de División de Honor B ante el Mallorca Rugby Club. El presupuesto para fichas de esa temporada fue de 8.118€.
La temporada 2010-11 se salda para el equipo sénior con el ascenso de categoría a División de Honor B después de perder en la primera eliminatoria contra el Hercesa de Alcalá de Henares y eliminar en la segunda al Barcelona Universitari Club, de categoría superior. En la fase regular se proclamó campeón del grupo B de Primera División. El presupuesto para fichas fue de 10.517€.
En División de Honor B en la temporada 2011-12, finalizó cuarto en el Grupo 1, por detrás de Hernani, Bera Bera y Oviedo, alcanzando la permanencia. El presupuesto para fichas fue de 10.804€.
La temporada 2012-13 se proclamó campeón de liga en el Grupo 1, clasificándose para las eliminatorias de ascenso a División de Honor. Tras vencer en la primera eliminatoria al Les Abelles, en la final venció al Club Alcobendas Rugby (victoria por 8-13 en Las Terrazas y derrota 12-13 en los Campos de Sport de El Sardinero) proclamándose campeón de División de Honor B y ascendiendo a la máxima categoría. El presupuesto para fichas fue de 16.202,50€.
La temporada 2013-14, tras eliminar al Gernika Rugby Taldea en cuartos de final y al Complutense en semifinales, se clasificó para jugar la final de la Copa del Rey de Rugby por primera vez en su historia, perdiendo la misma frente al Valladolid Rugby Asociación Club
La temporada 2014-15, el equipo finaliza el cuarta posición en la liga regular y se juegan los cuartos de final por el título de liga frente a El Salvador, siendo derrotados por la mínima (14-16).
La temporada 2015-16, el equipo, tercero en la liga regular se vuelve a jugar frente a El Salvador, en este caso en semifinales, el pase a la final del rugby español, cayendo derrotados en los campos de Pepe Rojo 36-16. En esta temporada destacaron jugadores como Agustín Echan, Mauro Macchi o Richard Stewart.
La temporada 2016-17 comienza con la incertidumbre de no disponer de patrocinador tras la salida de la empresa Bathco a su equipo rival el Club de Rugby Santander, hasta la llegada de la empresa de obra civil SENOR. Bajo esta nomenclatura "SENOR Independiente" el equipo logra clasificarse una vez más para los Play-Off por el título de liga, siendo derrotados en Cuartos frente a Alcobendas Rugby por 47-24.
En la temporada 2017-18 el equipo se muestra con un espíritu renovado, la llegada del nuevo presidente Macario Fernández Truena marca un nuevo camino a seguir, con la llegada de jugadores que acaban siendo muy queridos por la afición, conformando una pequeña familia. Este grupo logra de nuevo clasificarse para los Play-Off en cuarta posición, venciendo a Ordizia RE en San Román y siendo derrotados por el VRAC en Valladolid por 44-5. 
La temporada 2018-19 comienza con la salida de SENOR del patrocinio principal, siendo sustituido por Aldro Energía.
Tras una temporada con altibajos finaliza en octava posición, sin posibilidad de poder jugar los Play-Off por el título de liga desde su retorno a División de Honor.

## Histórico de temporadas
Trayectoria del club desde su fundación en las distintas competiciones nacionales
| Categoría    | 23 | 22 | 21  | 20 | 19 | 18 | 17 | 16 | 15 | 14 | 13 | 12 | 11 | 10 | 09 | 08 | 07 | 06 | 05 | 04 | 03 | 02 | 01 | 00 | 99 | 98 | 97 | 96 | 95 | 94 | 93  | 92 | 91 | 90 | 89 | 88 | 87 | 86 | 85 | 84 | 83 | 82 | 81 | 80 | 79 | 78 | 77 | 76 | 75 | 74 | 73 | 72 |
| ------------ | -- | -- | --- | -- | -- | -- | -- | -- | -- | -- | -- | -- | -- | -- | -- | -- | -- | -- | -- | -- | -- | -- | -- | -- | -- | -- | -- | -- | -- | -- | --- | -- | -- | -- | -- | -- | -- | -- | -- | -- | -- | -- | -- | -- | -- | -- | -- | -- | -- | -- | -- | -- |
| Div. Honor   |    |    | 11º | 7º | 8º | 4º | 6º | 3º | 5º | 4º |    |    |    |    |    |    |    |    |    |    |    |    |    |    |    |    |    |    |    |    |     |    |    |    |    |    |    |    |    |    |    |    |    | 8º | 6º |    |    |    |    |    |    |    |
| Div. Honor B | 3º | 5º |     |    |    |    |    |    |    |    | 1º | 4º |    |    |    |    |    |    |    | 9º |    |    |    |    |    |    |    |    |    |    |     |    |    |    |    |    |    |    |    |    |    |    |    |    |    |    |    |    |    |    |    |    |
| 1ª Nacional  |    |    |     |    |    |    |    |    |    |    |    |    | 1º | 2º | 6º | 5º | 4º | 2º | 6º |    | 1º | 2º | 1º | 2º | 1º | 3º | 4º | 6º | 5º |    | 12º |    |    | 9º | 7º |    | 9º |    |    | 7º |    | 1º | 1º |    |    | 6º | 5º | 6º |    |    |    |    |
| Regional     |    |    |     |    |    |    |    |    |    |    |    |    |    |    |    |    |    |    |    |    |    |    |    |    |    |    |    |    |    | 1º |     | 1º | 1º |    |    | 1º |    | 1º | 1º |    | 1º |    |    |    |    |    |    |    | 1º | -  | -  | 1º |

La Primera Nacional existió desde la temporada 1972-73 hasta la 2013-14. La División de Honor "B" existe desde la temporada 1998-99. Antes de crearse la División de Honor B, la Primera Nacional era la 2ª División del rugby español.

## Palmarés
El Independiente es el club de rugby más laureado de Cantabria, ha militado en ocho temporadas en la División de Honor española (1978-79, 1979-80, 2013-14, 2014-15, 2015-16, 2016-17, 2017-18 y 2018-2019), tres temporadas en la División de Honor B (2003-04, 2011-12 y 2012-13), veinticinco en Primera Nacional y una en la Segunda División.
Torneos estatales:
- Subcampeón de Copa (1): 2014
- Subcampeón de Supercopa (1): 2014
- Campeón de División de Honor B (1): 2012-13
- Campeón de Primera Nacional (6): 1980-81 (grupo VI), 1981-82 (grupo XII), 1998-99 (grupo A), 2000-01 (grupo A), 2002-03, 2010-11 (grupo B)
- Subcampeón de Primera Nacional (4): 1999-2000 (grupo A), 2001-02 (grupo B), 2005-06 (grupo B), 2009-10 (grupo B)
- Campeón de Segunda División (1): 1982-83 (grupo X)

Torneos regionales:
- Campeón de la Liga Regional: 1971-72, 1975-76,1982-83, 1984-85, 1985-86, 1987-88, 1990-91, 1991-92 y 1993-94

## Categorías inferiores

### Independiente Rugby Club 1971
El Independiente Rugby Club 1971 es el segundo equipo del club y actualmente disputa la Liga Regional de Castilla y León. La temporada 2013-14 logró el ascenso a la División de Honor B, la segunda categoría del rugby español.